# Florian Hübner
Florian Hübner (Wiesbaden, 1991. március 1. –) német labdarúgó, az 1. FC Nürnberg hátvédje.